# Quando m'innamoro (canción)
«Quando m'innamoro» es una canción italiana de 1968 escrita por Daniele Pace, Mario Panzeri y Roberto Livraghi, y cantada con una doble actuación de Anna Identici y The Sandpipers en el Festival de la Canción de San Remo de 1968, en el que ocupó el sexto lugar.

## Grabación en otros idiomas
- La canción fue adaptada al francés bajo el título "Comment te dire" y fue grabada por Joe Dassin.
- En español la canción ha sido cantada como "Cuando me enamoro" entre otros por Gigliola Cinquetti,  Angélica María  y Andrea Bocelli.
- En japonés como "Ai no hana saki ku toki" (愛 の 花 咲 く と き).
- En estonio, la canción fue titulada "Oled teinud mind õnnelikuks".
- En inglés como 'A man without love y fue grabada por Engelbert Humperdinck y suena en el primer episodio de la serie del Universo cinematográfico de Marvel, Moon Knight.
- En finés, la canción fue grabada por primera vez por Fredi con letra de Juha Vainio, titulada "Milloinkaan en löydä samanlaista". Versiones posteriores han sido realizadas por Kari Tapio y Jamppa Tuominen.
- En sueco, la canción ha sido cantada como "Sommaren det hände (El verano cuando sucedió) por Anna-Lena Löfgren y como "Före min tid" (Antes de mi tiempo) por Knut Agnred como parte de un musical comedia.
- En ruso como "Верить в свою звезду" (Creyendo en tu estrella) por Юрий Охочинский.
- En portugués como "Quando me enamoro" grabada por Agnaldo Rayol, Agnaldo Timóteo y George Freedman.

## Otras grabaciones
La canción también fue lanzada en 2005 por Patrizio Buanne en italiano e inglés en su álbum The Italian. 
"Quando m'innamoro" ha sido interpretada por artistas como Ray Conniff, Julio Iglesias, Lionel Hampton, Sergio Franchi, Emilio Pericoli, Gigliola Cinquetti y Andrea Bocelli.

## Grabación de Engelbert Humperdinck
La letra en inglés de la canción fue escrita por Barry Mason como "A Man Without Love". La versión más popular fue grabada en 1968 por Engelbert Humperdinck, quien en su natal Reino Unido alcanzó el # 2 en la lista. En los Estados Unidos, la versión de Humperdinck fue al # 19 en el Billboard Hot 100 y al # 3 en la Adult Contemporary (lista). Fue la canción principal de su tercer LP.

## Canción en la cultura popular
La versión de Humperdinck se utilizó en la película de 2005 Romance & Cigarettes. Además de tener una pequeña participación en el primer capítulo de la serie original de Disney+ Moon Knight, serie basada en el personaje de Marvel Comics, Moon Knight.